# 石垣市営球場
石垣市営球場（いしがきしえい きゅうじょう）は、沖縄県石垣市の石垣市中央運動公園内にある野球場。施設は石垣市が所有し、石垣市公共施設管理公社が運営管理を行っている。

## 歴史・概要
本球場は石垣市中央運動公園内に1979年（昭和54年）3月竣工した、八重山諸島初の本格的な野球場であった。開場以来、高校野球など地元チームの練習などに使用されている他、大学野球や社会人野球のチームがキャンプ、合宿などで使用している。
またプロ野球においては、中日ドラゴンズが1983年（昭和58年）に初めて石垣島で春季キャンプを実施した。同年春は悪天候に見舞われたものの、キャンプ実施に合わせ本土から黒土を取り寄せるなどしてフィールドを改修した甲斐もあり、コンディションを確保。水溜りの出来にくいフィールドは、当時監督だった近藤貞雄から「日本一水捌けがいい」と太鼓判を頂戴したほどだった。しかし交通の便の悪さなどもあって、中日の春季キャンプは同年限り、僅か1シーズンで撤退となった。
それから25年後の2008年（平成20年）、千葉ロッテマリーンズが新たに春季キャンプ地とした。2006年（平成18年）秋の高校生ドラフトで、石垣島出身の大嶺祐太（当時沖縄県立八重山商工高等学校3年）がロッテに1巡目指名され入団したのを受けて、石垣市がロッテに対してキャンプ誘致活動を本格化。同年度中に中央運動公園の各施設を改修し、このうち野球場については両翼90m、中堅120mだったのをプロ野球規格を充足する両翼100m、中堅122mに拡張、さらに土の入れ替えやフェンス、ネットの追加設置など約3億円をかけて改修することを決めた。また、当時ロッテがキャンプ地としていた鹿児島県立鴨池野球場を中心とする鹿児島県鹿児島市の鴨池公園は、球場周辺に各施設が分散しているため移動のロスが生じ、効率が悪いことがネックとなっていたが、中央運動公園は各施設が徒歩圏内に近接して位置しているためロスが少ないという点が大きな決め手となり、ロッテは2007年（平成19年）6月28日に翌2008年（平成20年）からの春季キャンプ実施決定を発表した。
同年春、初開催となったロッテの春季キャンプ期間中、球団営業部は中央運動公園を「石垣島マリーンズ・ボールパーク」と銘打って屋台や遊具を設置したり、様々なアトラクションを行うなどファンサービスを実施、石垣市民に対してチームの認知度アップを図った。なお、市は2箇年を掛けて公園内各施設の改修を進め、そのうち野球場については2年間総額11億円を掛けてメインスタンドを改築し、スタンド全体の収容能力を10,000人程度まで増強。将来的には一軍・二軍の合同キャンプや期間中のオープン戦開催も視野に入れている。その工事は2011年（平成23年）1月に完成。グラウンド拡充のほか、LED式のスコアボードも設置された。
2014年（平成26年）2月16日には、石垣島での初のオープン戦となる千葉ロッテマリーンズ対オリックス・バファローズの試合が開催された。
2024年（令和6年）2月1日、ロート製薬株式会社とネーミングライツ契約調印式を行い、施設の愛称を「ロートスタジアム石垣」とすることが発表された。契約期間は5年（2029年1月31日まで）で、命名権料は年額305万円。

## 施設概要
- 両翼：100m、中堅：122m
- 内野：クレー舗装、外野：天然芝
- 照明設備：なし
- スコアボード：全面フルカラーLED方式フリーボード兼用
- 収容人数：8,000人（内野スタンド：2,200人 外野スタンド：5,800人）

## 交通
- 南ぬ島石垣空港から車で約30分。
- バス利用では石垣バスターミナル、あるいは南ぬ島石垣空港から東バス系統10番空港線（アートホテル石垣島経由）で「中央運動公園入口」バス停下車、徒歩5分。